# Alaska Wilderness Lake
Pour plus de détails, voir Fiche technique et Distribution.
Alaska Wilderness Lake est un film américain produit par Alan Landsburg et sorti en 1971.

## Synopsis
Un documentaire sur la nature sauvage en Alaska.

## Fiche technique
- Titre : Alaska Wilderness Lake
- Réalisation : non crédité
- Scénario : Laurence D. Savadove d'après le livre Red Salmon, Brown Bear de Theodore J. Walker[1]
- Musique : Elmer Bernstein
- Photographie : Theodore Walker
- Montage : non crédité
- Production : Alan Landsburg
- Société de production : Alan Landsburg Productions
- Pays :  États-Unis
- Genre : Documentaire
- Durée : 60 minutes
- Dates de sortie : 
  -  États-Unis : 1971

## Distinctions
Le film a été nommé à l'Oscar du meilleur film documentaire.